# Суперкубок Словаччини з футболу
Суперку́бок Слова́ччини (словац. Slovenský Superpohár) — футбольний одноматчевий турнір у Словаччині. Суперкубок розігрується між переможцем Чемпіонату Словаччини з футболу та володарем Кубку країни. Суперкубок не проводиться у тому випадку, якщо чемпіоном в обох турнірах стає одна і та сама команда. 
В 1993 році був зіграний неофіційний перший матч, у якому зустрічалися братиславський «Слован» та Збірна Словаччини, що складалася з словацьких гравців останнього спільного Чемпіонату Чехословаччини.

## Переможці
| Рік  | Місто (стадіон)                     | Чемпіон                           | Рахунок        | Володар Кубку                   |
| ---- | ----------------------------------- | --------------------------------- | -------------- | ------------------------------- |
| 1993 | Нітра ("Под Зобором")               | Слован (Братислава)               | 3:3 (пен. 3:2) | Збірна Словаччини               |
| 1994 | Гуменне                             | Слован (Братислава)               | 2:0            | Татран (Пряшів)                 |
| 1995 | Ружомберок (Стадіон МФК Ружомберок) | Слован (Братислава)               | 2:3            | Інтер (Братислава)              |
| 1996 | Нітра ("Под Зобором")               | Слован (Братислава)               | 3:1            | Хемлон (Гуменне)                |
| 1997 | Нітра ("Под Зобором")               | Кошице                            | 5:0            | Слован (Братислава)             |
| 1998 | Нітра ("Под Зобором")               | Кошице                            | 1:3            | Спартак (Трнава)                |
| 1999 | не проводився                       | Слован (Братислава) зробив дубль. | -              | -                               |
| 2000 | не проводився                       | Інтер (Братислава) зробив дубль   | -              | -                               |
| 2001 | не проводився                       | Інтер (Братислава) зробив дубль   | -              | -                               |
| 2002 | Златі Моравці (Штадіон ФК «ВіОн»)   | Жиліна                            | 1:1 (пен. 3:4) | Коба (Сенец)                    |
| 2003 | Златі Моравці (Штадіон ФК «ВіОн»)   | Жиліна                            | 2:0            | Матадор (Пухов)                 |
| 2004 | Сенець (Стадіон NTC)                | Жиліна                            | 2:1            | Артмедія Петржалка (Братислава) |
| 2005 | Сенець (Стадіон NTC)                | Артмедія Братислава               | 3:1            | Дукла                           |
| 2006 | не проводився                       | Ружомберок зробив дубль.          | -              | -                               |
| 2007 | Сенець (Стадіон NTC)                | Жиліна                            | 1:1 (пен. 5:4) | ВіОн (Злате Моравце)            |
| 2008 | не проводився                       | Артмедія Петржалка зробила дубль. | -              | -                               |
| 2009 | Дольний Кубін                       | Слован (Братислава)               | 2:0            | Кошице                          |
| 2010 | Братислава (Пасьєнки)               | Жиліна                            | 1:1 (пен. 4:2) | Слован (Братислава)             |
| 2011 | не проводився                       | Слован (Братислава)               | -              | Слован (Братислава)             |
| 2012 | не проводився                       | Жиліна                            | -              | Жиліна                          |
| 2013 | не проводився                       | Слован (Братислава)               | -              | Слован (Братислава)             |
| 2014 |                                     | Слован (Братислава)               | 1:0            | Кошице                          |
| 2015 | не проводився                       | Тренчин зробив дубль              | -              | -                               |
| 2016 | не проводився                       | Тренчин зробив дубль              | -              | -                               |

## Досягнення клубів
| Клуб               | Переможець | Рік                    |
| ------------------ | ---------- | ---------------------- |
| Жиліна             | 4          | 2003, 2004, 2007, 2010 |
| Слован             | 4          | 1994, 1996, 2009, 2014 |
| Артмедія Петржалка | 1          | 2005                   |
| Інтер              | 1          | 1995                   |
| ФК Коба Сенец      | 1          | 2002                   |
| ФК Спартак Трнава  | 1          | 1998                   |
| МФК Кошице         | 1          | 1997                   |